# Boerenbond

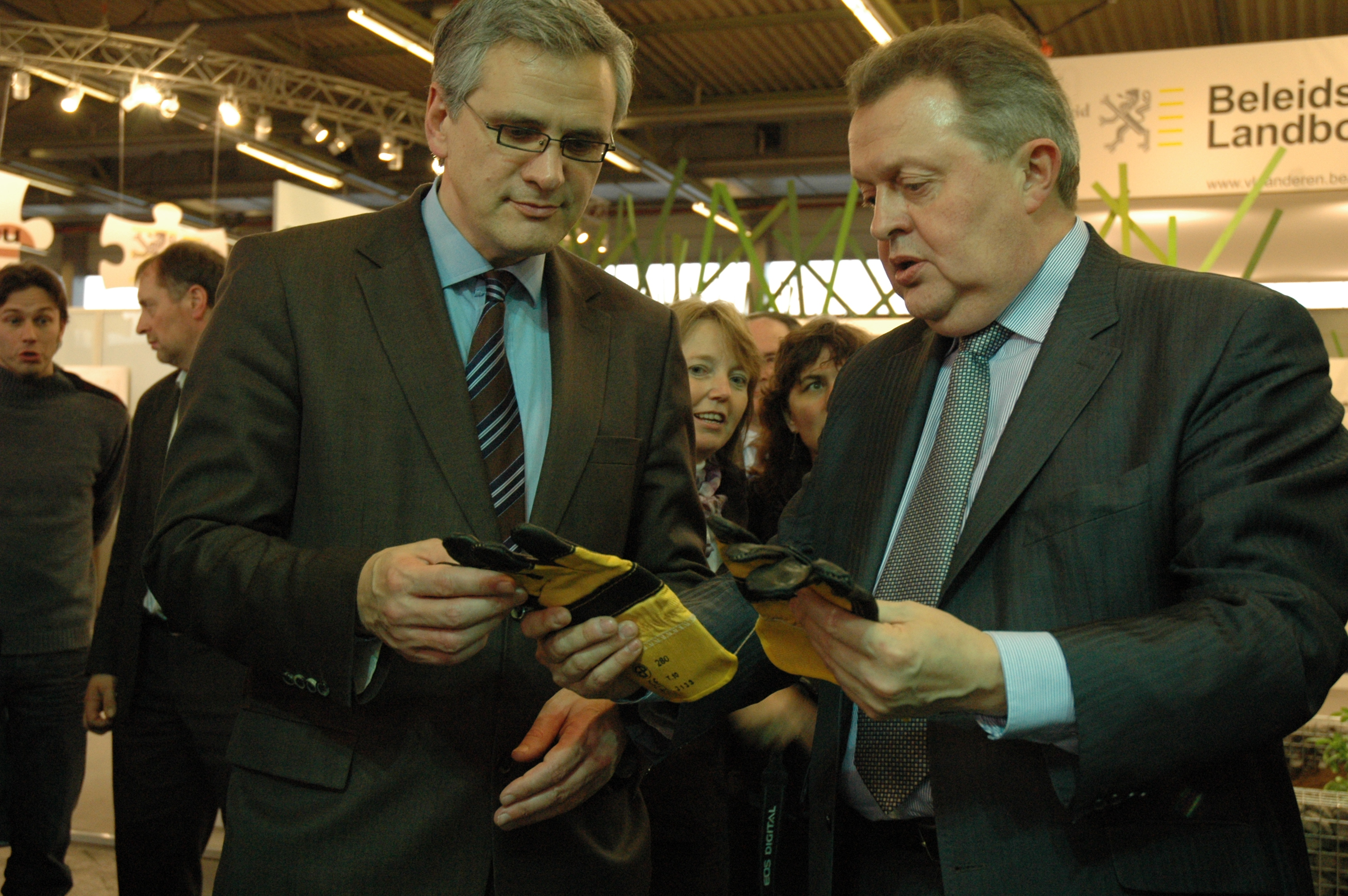
Piet Vantemsche (à droite) en conversation avec Kris Peeters, le Ministre-président flamand

Le Boerenbond (Ligue des paysans en français, Bauernbund en allemand) est une association catholique active en Flandre et dans les Cantons de l'Est belges, dont l'objectif est de rassembler les entrepreneurs agricoles et les habitants de la campagne et de défendre leurs intérêts. Le Boerenbond a été fondé le 20 juillet 1890 à Louvain, sous le nom de Belgische Boerenbond (en français Ligue des paysans belges). Les fondateurs incluaient Jacob-Ferdinand Mellaerts, Frans Schollaert, qui deviendra le Premier ministre belge en 1908, et Joris Helleputte, qui occupera plusieurs postes ministériels. Le quartier général du Boerenbond est situé à Louvain.

## Historique
Depuis son indépendance en 1830, la Belgique s’appuie sur deux tendances issues toutes deux de la bourgeoisie, l’une catholique et l’autre libérale. Après une période de domination des libéraux au niveau des coalitions gouvernementales, en 1884, ceux-ci vont perdre considérablement de leur influence. En effet, la société civile reste fortement imprégnée par la religion catholique et les libéraux, prônant leur principe de liberté, ne prennent aucune mesure interventionniste face à la crise agricole que traverse l’Europe à la fin du XIXe siècle. À la suite de leur retour au pouvoir, les catholiques vont davantage intervenir en cette matière en créant tout d’abord le ministère de l’agriculture ainsi qu’en adoptant des décisions en matière sociale et économique. Les catholiques décident de préserver leur puissance à travers l’enseignement ainsi que par l’organisation d’œuvres telles que l’organisation syndicale, la mutuelle et les mouvements de jeunesse. C’est dans cette optique que s’inscrit le Boerenbond dont le siège se situe à Louvain, créé en 1890 notamment par Jacob-Ferdinand Mellaerts, Frans Schollaert et Joris Helleputte, et dont l’objectif de départ était « de constituer une classe d’agriculteurs chrétienne et puissante » en défendant les intérêts sociaux, économiques et religieux de ses affiliés. La section wallonne du Boerenbond quant à elle ne remporta pas un grand succès. 
Actuellement, les activités du Boerenbond enveloppent « l’agribusiness, le secteur bancaire et les assurances, la politique, l’enseignement professionnel en agriculture et la formation socio-culturelle en milieu rural ». 

### Les statuts
Deux parties composent les statuts de 1890 du Boerenbond : une première partie concernant le « Boerenbond en général » sous la forme d’un Titre I, des articles 1 à 21, et en seconde partie qui traite de la « Gilde agricole paroissiale » sous forme du Titre II, des articles 22 à 46. Dans la première partie, se retrouvent notamment les finalités, les manœuvres d’action, la structure organisationnelle ainsi que les conditions permettant de devenir membres. 

## Politique
Le Boerenbond est une importante force chrétienne en Flandre, qui a traditionnellement une grande influence dans les partis chrétien-démocrates (notamment la CD&V, anciennement appelée CVP, en Flandre et la CSP dans les Cantons de l'Est). Le Boerenbond se présente comme le défenseur des droits et des intérêts des paysans et, à ce but, cherche d'influer la politique régionale et fédérale belge. Dans ce domaine, elle subit la concurrence du Syndicat général des paysans (en néerlandais Algemeen Boerensyndicaat, ABS).
Les présidents ont été, successivement:
- 1890-1925: Joris Helleputte
- 1925-1936: Victor Parein
- 1936-1940: Gilbert Mullie
- 1940-1949: Alfons Coninx
- 1949-1961: Gilbert Mullie
- 1961-1964: Maurits Van Hemelrijck
- 1964-1977: Constant Boon
- 1977-1981: André Dequae
- 1981-1992: Jan Hinnekens
- 1992-1995: Robert Eeckloo
- 1995-2008: Noël Devisch
- 2008 - 2015: Piet Vanthemsche
- 2015 - présent: Sonja De Becker

## Structure
À présent, le Boerenbond réunit sept associations, dont trois fédérations professionnelles:
- Boerenbond / Bauernbund (Ligue des paysans): pour les agriculteurs et les horticulteurs
- KVLV-Agra / LFV-Agra: pour les agricultrices et les horticultrices
- Groene Kring / Grüner Kreis (Cercle vert): pour les jeunes agriculteurs et horticulteurs

Le Mouvement rural réunit quatre associations socio-culturelles:
- Landelijke Gilden / Ländliche Gilden (Corporations rurales): pour les familles qui vivent en campagne
- Katholiek Vormingswerk van Landelijke Vrouwen / Landfrauenbund (KVLV / LFV; Travail de formation catholique des femmes rurales / Ligue des femmes rurales): pour les femmes issues d'un environnement rural
- Katholieke Landelijke Jeugd / Katholische Landjugend (KLJ; Jeunesse rurale catholique): pour les enfants et les jeunes
- Landelijke Rijverenigingen (LRV; Associations équestres rurales): pour les amateurs de l'équitation

Auparavant, le Boerenbond a aussi détenu:
- Assurances ABB et Banque CERA, fusionnées en 1998 avec la Kredietbank pour devenir KBC
- ABIS Training & Consulting, vendu en 1986
- Des prestataires de services sociaux du Boerenbond fusionnées en 2001 avec VKW pour devenir Acerta

### Landelijke gilden
"Landelijke Gilden est une association pour ceux qui aiment la campagne et qui sont sociables". Elle propose à ses membres et à leurs familles des activités à la fois captivantes et divertissantes au niveau local grâce à ses volontaires tels que le jour de l'agriculture ou encore les Jardins ouverts, etc. Elle s'engage pour les particularités et un niveau de vie confortable à la campagne. 

### Groene Kring
Groene Kring est un des plus grands organismes de jeunes au niveau de l'agri- et horticulture du côté flamand, réunissant des jeunes au niveau national, provincial et local. Cette organisation propose toutes sortes d'activités telles que des visites d'exploitation et autres grands événements mais également des cours pour les jeunes qui débutent dans le monde agricole. Elle prend également régulièrement contact avec le gouvernement afin de défendre les intérêts de ses membres.  

## Domaines
Domaines dans lesquels le Boerenbond mène ses activités :
- réunion des membres

- représentation

- formations

- protection et promotion des intérêts des agriculteurs et horticulteurs

- encouragement des initiatives et de la collaboration concernant la production, l'approvisionnement et les ventes

- allocation de services

## Puissance économique
Le Boerenbond est né du fait que la bourgeoisie flamande recherchait du soutien auprès de la société, grâce à l’Eglise notamment, à travers les organisations sociales et notamment les syndicats. Mais grâce à cette finalité sociale, il est également parvenu à des performances économiques et financières énormes. On retrouve à la tête du Boerenbond la société Maatschappij voor Roerend Bezit van de Belgische Boerenbond détenant trois filiales économiques importantes que sont AVEVE, ABB ainsi que la CERA (centrale des caisses rurales). 
Le Boerenbond est fortement lié à l’ensemble de la bourgeoisie flamande et de par le mouvement d’émancipation flamande et ses objectifs sociaux, il est un des éléments primordiaux de cette bourgeoisie.

## Des années 90 à nos jours
Dans les années 90, le secteur agricole perd de son aura et le Boerenbond connaît une zone de turbulences au niveau industriel. Cela a mené à de multiples actions telles que des manifestations, défilés de tracteurs, etc. L’une de ses principales préoccupations est la réforme de la politique agricole européenne. L’agriculture faisant partie des grandes questions de l’Union, celle-ci va se voir confrontée à un problème de taille : des excédents de production apparaissent à cause de la politique du marché et de l’imposition de prix minimaux aux agriculteurs. Un soutien européen va être apporté aux agriculteurs à l’aide de revenus qui leur seront accordés. En 2013, la politique agricole commune a été réformée. 